# 下施廷肯布伦
下施廷肯布伦（德語：Unterstinkenbrunn）是奥地利下奥地利州米斯特尔巴赫县的一个市镇。总面积9.42平方公里，总人口576人，人口密度61.1人/平方公里（2005年）。